# The Lemonheads

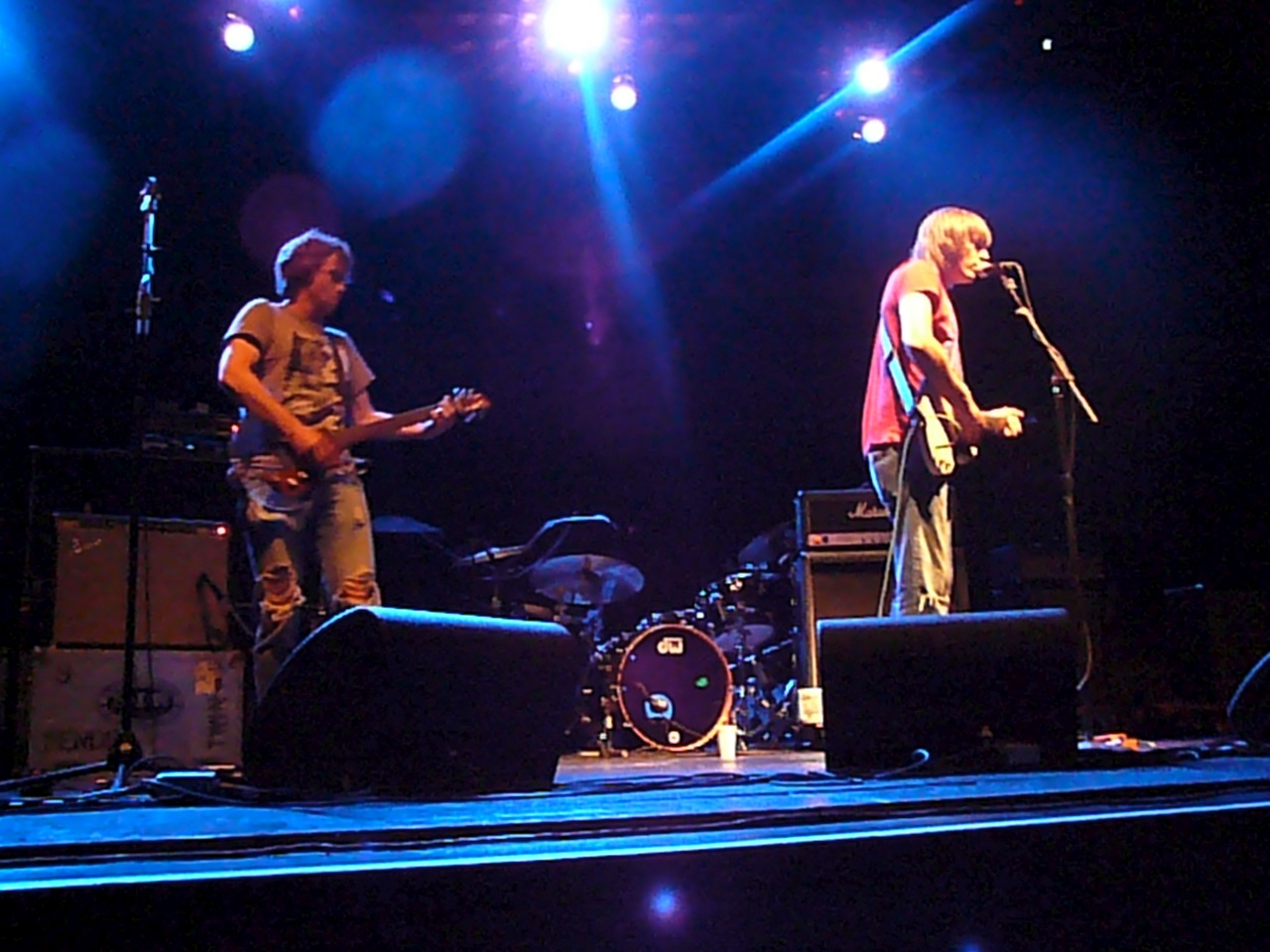
Lemonheads (2007)

The Lemonheads (englisch; „die Zitronenköpfe“) sind eine Independent-Band aus Boston.

## Geschichte
Evan Dando (Gesang, Gitarre, Schlagzeug) gründete 1986 die erste Formation der Lemonheads mit seinen Highschool-Freunden Ben Deily (Gesang, Gitarre, Schlagzeug) und Jesse Peretz (Bass). Noch im selben Sommer veröffentlichten sie ihre Debüt-EP Laughing All The Way To The Cleaners.
Spätestens mit dem 1989 erschienenen Album Lick erhielt die Band größere Aufmerksamkeit. Die von einer charakteristischen Mischung aus melodischem Grundgerüst, immer wieder unterschwellig hervorbrechender Gitarren-Energie und Dandos einprägsamer Stimme geprägten ersten Alben der Band wurden bei dem amerikanischen Indie-Label Taang! Records veröffentlicht.
Eine stilistische Wende brachte das Jahr 1992, als die Lemonheads noch stärker als schon zuvor zu einem Soloprojekt Dandos wurden. Der Stil wandelte sich immer mehr weg von den punkigen Gitarrenwänden hin zum stärker songorientierten New Folk. Damit wurde die Band auch einem breiteren Publikum zugänglich, was ihr zu einem festen Platz in der Rotation der unterschiedlichen Indieshows verhalf. Folge war 1993 der größte kommerzielle Erfolg mit der Coverversion des Songs Mrs. Robinson (ursprünglich Simon and Garfunkel) auf dem Album It's A Shame About Ray. 1994 steuerte die Band den Titel Plaster Caster zum Kiss-Tributealbum Kiss My Ass bei.

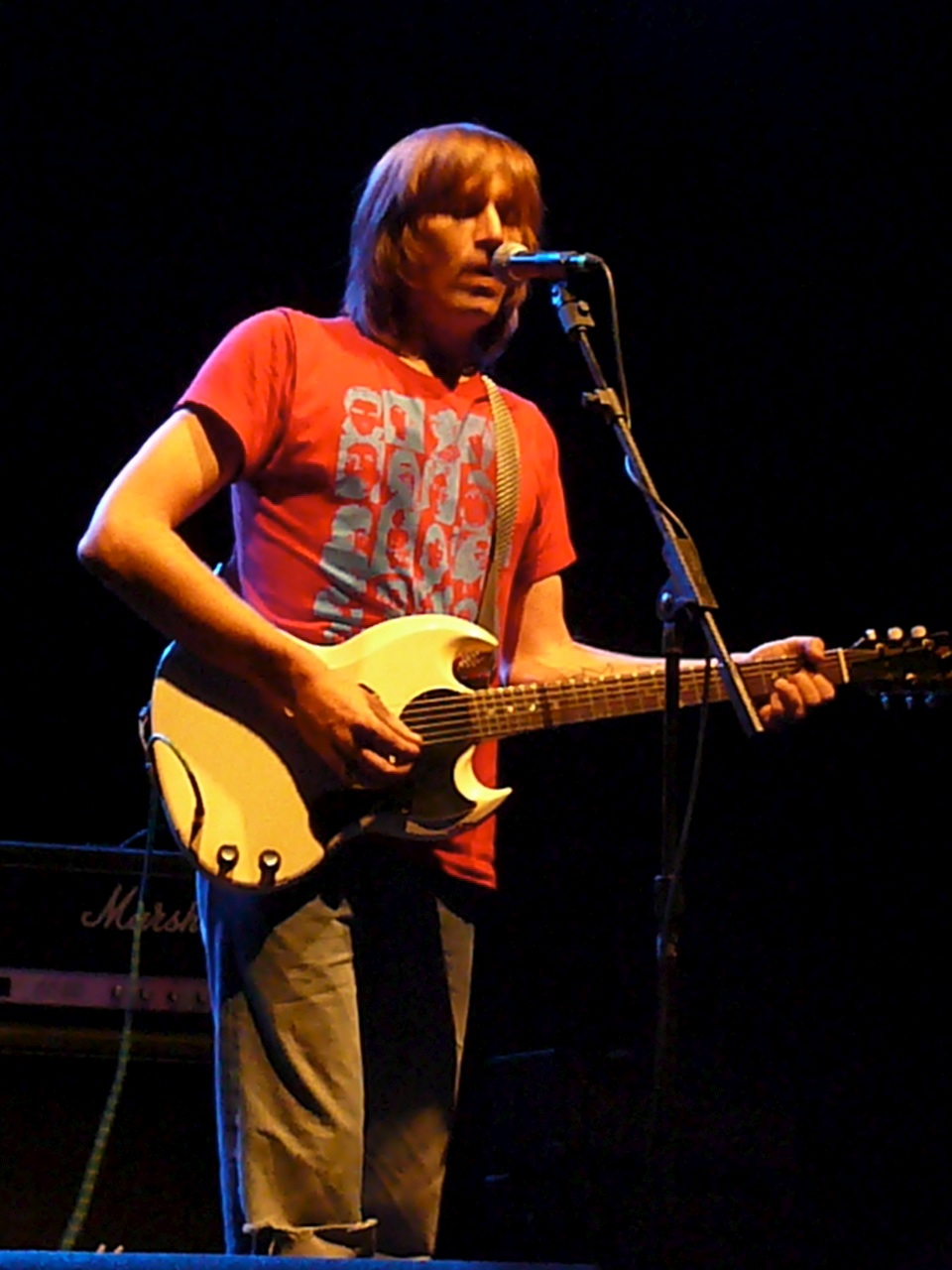
Dando im Jahr 2007

Evan Dando machte immer wieder auch in den Klatschspalten der Musikblätter von sich reden. Seine wiederholt inszenierten Exzesse, Auftritte als Model und eine Beziehung mit Juliana Hatfield waren in Indiekreisen gern diskutierte Themen. Gleichzeitig konnte sich Dando immer weniger aus seinen Drogenproblemen lösen, was sich negativ auf den Erfolg der Lemonheads auswirkte. Nach den schlechten Verkaufszahlen von Car Button Cloth löste Dando die Band 1996 auf.
Nach einem wenig erfolgreichen Soloalbum von Evan Dando im Jahr 2003 (Baby I’m Bored) gelang 2006, also genau zehn Jahre nach Auflösung der Band, eine Wiederbelebung. Gemeinsam mit befreundeten Musikern, die ihn zum Teil schon bei seinen Solo-Aktivitäten begleitet hatten, nahm er ein neues Album auf. The Lemonheads erschien im September 2006 und erhielt allgemeine Beachtung. Die Gruppe bestand zu diesem Zeitpunkt aus Dando, Schlagzeuger Bill Stevenson und Bassist Karl Alvarez, beide Mitglieder der Band Descendents. Beim nächsten Lemonheads-Output, dem Coveralbum Varshons, das 2009 erschien, wurde Dando jedoch vom Bassisten Vess Ruhtenberg und Schlagzeuger Devon Ashley von der Band The Pieces begleitet.

## Diskografie

### Alben
| Jahr | Titel                       | Höchstplatzierung, Gesamtwochen, AuszeichnungChartplatzierungen (Jahr, Titel, Platzierungen, Wochen, Auszeichnungen, Anmerkungen) | Höchstplatzierung, Gesamtwochen, AuszeichnungChartplatzierungen (Jahr, Titel, Platzierungen, Wochen, Auszeichnungen, Anmerkungen) | Anmerkungen                              |
| Jahr | Titel                       | UK | US | Anmerkungen                              |
| ---- | --------------------------- | --- | --- | ---------------------------------------- |
| 1992 | It’s a Shame About Ray      | UK33 Gold · (19 Wo.)UK | US68 Gold · (19 Wo.)US | Erstveröffentlichung: 2. Juni 1992       |
| 1993 | Come On Feel the Lemonheads | UK5 Gold · (14 Wo.)UK | US56 Gold · (17 Wo.)US | Erstveröffentlichung: 12. Oktober 1993   |
| 1996 | Car Button Cloth            | UK28 (2 Wo.)UK | US130 (2 Wo.)US | Erstveröffentlichung: 15. Oktober 1996   |
| 2006 | The Lemonheads              | UK56 (1 Wo.)UK | — | Erstveröffentlichung: 29. September 2006 |
| 2009 | Varshons                    | — | US177 (1 Wo.)US | Erstveröffentlichung: 15. Juni 2009      |

Weitere Alben
- 1986: Laughing All the Way to the Cleaners
- 1987: Hate Your Friends
- 1988: Creator
- 1988: Lick
- 1990: Lovey
- 1998: The Atlantic Years: The Best of the Lemonheads
- 2019: Varshons 2

### Soloalben
- 2003: Evan Dando: Baby I’m Bored

### Singles
| Jahr | Titel Album                                      | Höchstplatzierung, Gesamtwochen, AuszeichnungChartplatzierungen (Jahr, Titel, Album, Platzierungen, Wochen, Auszeichnungen, Anmerkungen) | Höchstplatzierung, Gesamtwochen, AuszeichnungChartplatzierungen (Jahr, Titel, Album, Platzierungen, Wochen, Auszeichnungen, Anmerkungen) | Anmerkungen                              |
| Jahr | Titel Album                                      | UK | US | Anmerkungen                              |
| ---- | ------------------------------------------------ | --- | --- | ---------------------------------------- |
| 1992 | It’s a Shame About Ray                           | UK70 (4 Wo.)UK | — | Erstveröffentlichung: 5. Oktober 1992    |
| 1992 | Mrs Robinson/Being Around It’s a Shame About Ray | UK19 Silber · (9 Wo.)UK | — | Erstveröffentlichung: 23. November 1992  |
| 1993 | Confetti/My Drug Buddy It’s a Shame About Ray    | UK44 (2 Wo.)UK | — | Erstveröffentlichung: 18. Januar 1993    |
| 1993 | Into Your Arms Come on Feel the Lemonheads       | UK14 (4 Wo.)UK | US67 (14 Wo.)US | Erstveröffentlichung: 4. Oktober 1993    |
| 1993 | It’s About Time Come on Feel the Lemonheads      | UK57 (2 Wo.)UK | — | Erstveröffentlichung: 15. November 1993  |
| 1994 | Big Gay Heart Come on Feel the Lemonheads        | UK55 (3 Wo.)UK | — | Erstveröffentlichung: 2. Mai 1994        |
| 1996 | If I Could Talk I’d Tell You Car Button Cloth    | UK39 (2 Wo.)UK | — | Erstveröffentlichung: 16. September 1996 |
| 1996 | It’s All True Car Button Cloth                   | UK61 (2 Wo.)UK | — | Erstveröffentlichung: 2. Dezember 1996   |
| 1997 | The Outdoor Type Car Button Cloth                | UK91 (1 Wo.)UK | — | Erstveröffentlichung: März 1997          |
| 1997 | Balancing Act/Galveston –                        | UK92 (1 Wo.)UK | — | Erstveröffentlichung: 25. August 1997    |

Weitere Singles
- 1989: Luka
- 1990: Different Drum
- 1993: My Drug Buddy
- 1994: The Great Big No
- 2009: I Just Can’t Take It Anymore

## Auszeichnungen für Musikverkäufe
| Goldene Schallplatte - Australien - 1997: für das Album It’s a Shame About Ray |

Anmerkung: Auszeichnungen in Ländern aus den Charttabellen bzw. Chartboxen sind in ebendiesen zu finden.
| Land/RegionAuszeichnungen für Musikverkäufe (Land/Region, Auszeichnungen, Verkäufe, Quellen) | Silber  | Gold     | Platin | Verkäufe  | Quellen     |
| -------------------------------------------------------------------------------------------- | ------- | -------- | ------ | --------- | ----------- |
| Australien (ARIA)                                                                            | —       | Gold1    | —      | 35.000    | aria.com.au |
| Vereinigte Staaten (RIAA)                                                                    | —       | 2× Gold2 | —      | 1.000.000 | riaa.com    |
| Vereinigtes Königreich (BPI)                                                                 | Silber1 | 2× Gold2 | —      | 400.000   | bpi.co.uk   |
| Insgesamt                                                                                    | Silber1 | 5× Gold5 | —      |           |             |